# Luis Polo de Bernabé Pilón
Luis Polo de Bernabé Pilón (* 14. Oktober 1854; † 18. März 1929 in Madrid) war ein spanischer Diplomat.

## Leben
Seine Eltern waren Carolina Pilón Sterling und José Polo de Bernabé y Mordella, 1873 spanischer Gesandter in den Vereinigten Staaten. Seine Geschwister waren José und Carolina.
Luis Polo de Bernabé Pilón trat 1874 in den diplomatischen Dienst ein. Als sein Vater José Polo de Bernabé y Mordella 1875 in den Ruhestand versetzt wurde, wurde er zum Botschaftsrat dritten Grades befördert und war bis 1881 an der spanischen Gesandtschaft in Washington, D.C. akkreditiert. 1882 wurde er zum Botschaftsrat zweiten Grades befördert und war ab 1885 im spanischen Außenministerium beschäftigt. Sein erster Posten war als Generalkonsul im zum osmanischen Reich gehörenden Kairo. Anschließend war er spanischer Gesandter in Brasilien. Später leitete er die Handelsabteilung im spanischen Außenministerium. Im März 1898 ließ er sich in Washington als Botschafter akkreditieren, sein Vater Admiral Polo konnte in der Virginius Krise mit US-Außenminister Hamilton Fish 1873 einen Krieg zwischen Spanien und den Vereinigten Staaten verhindern. Die Amtszeit von Luis Polo de Bernabé Pilón in Washington endete mit dem spanisch-US-amerikanischen Krieg.
1904 war er Botschafter bei Papst Pius X. in Rom. Von 1905 bis 1906 war er Ambassador to the Court of St James’s von Alfons XIII. von Spanien bei Eduard VII. in London. Ab 1906 war Bernabé Pilón Botschafter von Alfonso XIII. bei Wilhelm II. in Berlin. Im Ersten Weltkrieg hatte sich Spanien für neutral erklärt, diente aber als Basis des Etappendienstes für U-Boote des Deutschen Reichs. Nach dem Wilhelm II. am 1. Februar 1917 den totalen U-Boot-Krieg erklärt hatte, protestierte die spanische Regierung in einer Zeitungsanzeige. Alfons XIII. wies Polo an bei der Regierung des Deutschen Reichs um Entschädigungen für die U-Boot-Blockade anzusuchen. Über ein Gespräch mit Wilhelm II. berichtete Polo am 5. März 1917 in einem Telegramm nach Madrid. Das Telegramm wurde im Room 40 dechiffriert. Der Botschafter des Deutschen Reichs bei Alfons XIII., Max von Ratibor und Corvey in Madrid wurde angewiesen die Entschädigungsforderung zu prüfen.
Am 3. Oktober 1918 ernannte Wilhelm II. Max von Baden zum Reichskanzler. Der Leiter der Abteilung Politik des spanischen Außenministeriums Emilio Palacios annullierte am 14. November 1918 die Botschaftereigenschaft von Max von Ratibor und Corvey. Am 9. Dezember 1918 wurde Bernabé Pilón Rücktrittsgesuch als Botschafter in Berlin durch Alfonso XIII. angenommen.
Bernabé Pilón heiratete Ana María Méndez de Vigo, die Schwester von Manuel Méndez Vigo y Méndez Vigo, der zweite Ehemann von Ana Germana Bernaldo de Quirós y Muñoz, erste Marquesa de Atrarfe, Grande de España. Er war Staatssekretär im Ministerio de Estado (spanisches Außenministerium). Er war Greffier (Sekretär) und rey de armas des Ordens vom Goldenen Vlies und hatte zahlreiche Großkreuze gesammelt. Für seine schwere Mission im Deutschen Reich wurde er in der Legislaturperiode 1919–1920 zum Senator auf Lebenszeit ernannt. Er leistete seinen Amtseid am 3. Januar 1920.
Er starb, nachdem er von einem Auto angefahren worden war.